# Comité d’État pour le travail avec la diaspora
Le Comité d’État pour le travail avec la diaspora de la république d’Azerbaïdjan (en azerbaïdjanais: Azərbaycan Respublikasının Diasporla İş üzrə Dövlət Komitəsi) est un organisme gouvernemental au sein du Cabinet de l’Azerbaïdjan chargé d’établir et de maintenir des contacts avec l’Azerbaïdjan à l’étranger et à la soutenir monde dans leurs efforts pour l'unité nationale. Le Comité est dirigé par Fouad Mouradov.  

## Histoire
Depuis la restauration de l'indépendance de l'Azerbaïdjan en 1991, soutenir les Azerbaïdjanais d'autres pays dans la défense des intérêts nationaux de l'Azerbaïdjan est devenu une priorité pour le gouvernement azerbaïdjanais. Afin de renforcer les liens avec les Azéris de souche du monde entier, de préserver leur identité nationale et de créer un réseau d'organisations azerbaïdjanaises dans le monde entier afin de garantir la solidarité nationale, le président de l'Azerbaïdjan Heydar Aliyev a signé un décret portant tenue du Congrès mondial des Azerbaïdjanais en 2001. Le Ie Congrès mondial des Azerbaïdjanais se tient donc du 9 au 10 novembre de la même année. Quatre cents représentants de plus de 200 organisations de la diaspora de 36 pays ont participé au congrès. Plus de 700 représentants et 844 invités de 130 organisations nationales et publiques azerbaïdjanaises, membres de 25 partis politiques, ont pris part à la conférence.

## Structure
Le comité est dirigé par son président et son vice-président. Le comité coopère avec d'autres organes exécutifs et municipaux centraux et locaux, des représentations diplomatiques de la république d'Azerbaïdjan dans d'autres pays et des ONG travaillant avec des Azerbaïdjanais vivant à l'étranger. Le comité fournit une assistance organisationnelle, informative (livres, publications, films) et culturelle aux Azerbaïdjanais résidant à l'étranger et aux organisations de la diaspora qu'ils ont créées. Les principales fonctions du comité sont d'aider les Azerbaïdjanais vivant à l'étranger à préserver et à développer leur identité nationale, à étudier et à renforcer l'application de leur langue maternelle; créer des conditions favorables permettant aux Azerbaïdjanais vivant à l'étranger de créer et de développer des liens étroits avec les organes de l'État et les ONG en Azerbaïdjan; engager les ressortissants azerbaïdjanais dans le développement économique, social et culturel de la république d'Azerbaïdjan; aider à préserver les idées nationales et les valeurs culturelles nationales en assurant la solidarité mondiale des Azerbaïdjanais à travers le monde; associer les Azerbaïdjanais vivant à l’étranger au processus de développement économique mené en Azerbaïdjan en créant les conditions favorables pour les aider à investir et à attirer les investissements en Azerbaïdjan; fournir une assistance aux Azerbaïdjanais vivant à l'étranger pour l'organisation d'événements importants pour la nation azerbaïdjanaise tels que le massacre de Khodjaly, le mois noir et le jour du génocide azerbaïdjanais.

### Premier département
Les principales responsabilités du département:
- Prendre les mesures nécessaires pour réaliser la solidarité des Azerbaïdjanais vivant en Europe occidentale;
- Prendre les mesures nécessaires pour créer des opportunités pour les Azerbaïdjanais vivant en Europe occidentale en leur fournissant des informations réelles sur la politique intérieure et extérieure de l'Azerbaïdjan, la vie socio-économique et culturelle du pays;
- établir et développer les relations étroites entre les Azerbaïdjanais vivant en Europe occidentale et l'instance dirigeante de l'Azerbaïdjan, ainsi qu'avec les organisations non gouvernementales d'Azerbaïdjan;
- organisation des travaux visant à faciliter la mise en place d'associations nationales et culturelles d'azéris publics conformément au droit international, aux actes normatifs et juridiques adoptés par les pays d'Europe occidentale et l'Azerbaïdjan;
- Organiser un mécanisme de travail efficace avec les structures compétentes des États où vivent les Azerbaïdjanais, pour la défense et la protection des droits civils des Azerbaïdjanais vivant dans les pays européens, sur la base de documents internationaux;
- Organiser la participation des représentants d’organisations étatiques et non gouvernementales, de maîtres d’art, de personnalités publiques et de représentants des sciences et de la culture aux événements organisés par la diaspora azerbaïdjanaise dans les pays d’Europe occidentale[4].

### Deuxième département
Les principales responsabilités du département:
- Établir et développer des relations étroites entre les organes de l’État azerbaïdjanais, ainsi que les organisations non gouvernementales et les Azerbaïdjanais résidant en fédération de Russie, en Ukraine, dans la république de Biélorussie, en Inde et en Chine, afin de faciliter l’information sur les questions économiques, sociales et culturelles. vie, politique intérieure et extérieure de l'Azerbaïdjan;
- Associer les Azerbaïdjanais vivant en fédération de Russie, en Ukraine, en Biélorussie, en Inde et en Chine au développement économique, social et culturel de l'Azerbaïdjan, à la vie politique de la société et à l'État;
- Soutenir la communication entre les Azerbaïdjanais vivant en fédération de Russie, en Ukraine, en république du Biélorussie, en Inde et en Chine et leurs activités organisationnelles;
- Aider à créer un lien entre le public, les associations culturelles et autres qui y sont établies et la république;
- Participer aux manifestations publiques organisées par les Azerbaïdjanais vivant en fédération de Russie, en Ukraine, en république de Biélorussie, en Inde et en Chine, et assurer la participation des organisations gouvernementales et non gouvernementales compétentes en Azerbaïdjan[4].